# انجی استون
آنگی استون (انگلیسی: Angie Stone؛ زادهٔ ۱۹ دسامبر ۱۹۶۱ – درگذشتهٔ ۱ مارس ۲۰۲۵) یک موسیقی‌دان اهل ایالات متحده آمریکا بود. وی از سال ۱۹۷۹ میلادی تا ۲۰۲۵ میلادی مشغول فعالیت بود.
آنگی استون در ۱ مارس ۲۰۲۵ در یک سانحه رانندگی کشته شد.
از فیلم‌ها یا برنامه‌های تلویزیونی که وی در آن نقش داشته است می‌توان به دختران داغ اشاره کرد.